# Hōjō Yasutoki
Hōjō Yasutoki (北条 泰時 1183 – 14 tháng 7 năm 1242) là shikken (Quan Chấp Chính) thứ ba của Mạc phủ Kamakura, người cai trị thực tế của toàn Nhật Bản. Trong thời gian cai trị của mình, ông đã củng cố thêm quyền lực cho nhà Hōjō bằng việc tạo thêm những chức vị quan trọng cho các thành viên khác của gia tộc đảm nhận.